# Apollonios le Sophiste
Pour les articles homonymes, voir Apollonios.
Apollonios le Sophiste (en grec ancien : Ἀπολλώνιος ὁ Σοφιστής) est un lexicographe grec qui vivait à Alexandrie au temps d'Auguste.
Il est auteur d'un Lexique des mots dont Homère s'est servi, ouvrage qui a été fort altéré, mais qui n'en est pas moins d'une grande utilité. Il a été plusieurs fois réimprimé. 

## Source
Cet article comprend des extraits du Dictionnaire Bouillet. Il est possible de supprimer cette indication, si le texte reflète le savoir actuel sur ce thème, si les sources sont citées, s'il satisfait aux exigences linguistiques actuelles et s'il ne contient pas de propos qui vont à l'encontre des règles de neutralité de Wikipédia.
- VIAF
- ISNI
- BnF (données)
- IdRef
- GND
- Italie
- Espagne
- Pays-Bas
- NUKAT
- Suède
- Vatican
- Norvège
- Grèce